# 선형성
선형성(線型性, linearity) 또는 선형(線型, linear, 라틴어: linearis)은 직선처럼 똑바른 도형, 또는 그와 비슷한 성질을 갖는 대상이라는 뜻으로, 이러한 성질을 갖고 있는 변환 등에 대하여 쓰는 용어이다. 함수의 경우, 어떠한 함수가 진행하는 모양이 '직선'이라는 의미로 사용된다. 이러한 개념은 수학, 물리학 등에서 많이 사용된다. 다른 말로 1차(一次)라고도 한다. (단어 '1차' 자체는, '선형'을 의미하지 않는 경우도 많다.)

## 선형 사상
수학에서 선형성에 대한 정의는 다음과 같다.
함수 {\displaystyle f}에 대해,
- 가산성(Additivity), 즉, 임의의 수 {\displaystyle x}, {\displaystyle y}에 대해 {\displaystyle f(x+y)=f(x)+f(y)}가 항상 성립하고
- 동차성(Homogeneity), 즉, 임의의 수 {\displaystyle x}와 {\displaystyle \alpha }에 대해 {\displaystyle f(\alpha x)=\alpha f(x)}가 항상 성립할 때

함수 {\displaystyle f}는 선형이라고 한다.
(여기서 {\displaystyle x}는 실수나 복소수, 또는 벡터 공간 등 일반적으로 환상의 아벨 군의 원소이다. (α는 스칼라 곱을 의미))
예를 들면, 일차함수의 경우, 원점을 지날 경우에 선형성을 갖는다.
선형대수학은 이러한 선형의 변환과 이로써 확보되는 공간의 성질에 대하여 연구를 하는 학문이다. 벡터 및 벡터 공간, 행렬을 이용하여 표시되는 선형사상 또는 선형방정식 계열에서 취급된다.
함수해석학에서는 함수를 함수로 투영하는 사상인 작용소의 선형성을 다룬다. 함수의 미분을 작용소로 생각하여 얻어낼 수 있는 미분작용소(예: ∇ 나 라플라스 방정식)의 개념은, 선형 작용소의 중요한 예가 된다.

## 미분 방정식에서의 선형성
미분 방정식이 선형일 경우에는, 선형대수학의 수준으로 해를 찾아내는 것이 가능하다. 그러나, 혼돈과 같이 선형이 아닌 (비선형인) 경우에는, 해를 구하는 것이 매우 어렵게 되어 버린다. 그러나 한편 팽르베 방정식과 같이, 어느 종의 대칭성을 가지고 있으며, 기하학적으로 다양한 성질을 내포하는 경우가 존재하는 등의 이유로, 수학자나 물리학자들의 관심의 대상이 되고 있는 것들 또한 비선형 미분방정식이기도 하다.

## 같이 보기
- 선형계
- 선형방정식
- 선형대수학
- 선형결합